# Raport Barki
Raport Barki – (oficj. "Program dla zreformowanej polityki spójności. Podejście terytorialne w osiąganiu celów i oczekiwań Unii Europejskiej") - niezależny raport napisany przez zespół ekspertów pod przewodnictwem Fabrizio Barki (org. Barca) (dyrektora generalnego we włoskim Ministerstwie Gospodarki i Finansów) na prośbę Danuty Hübner, Komisarz ds. Polityki Regionalnej. Wydany w kwietniu 2009 roku.

## Historia powstania
Raport Barki wpisuje się w szeroko toczącą się debatę nad przyszłością polityki spójności i jej ogólną rolą w rozwoju gospodarczym Unii Europejskiej oraz w realizacji celów traktatowych Wspólnoty. Celem raportu było zainicjowanie debaty nad przyszłym kształtem polityki spójności oraz ewaluacja obecnego systemu.
Prace nad raportem odbywały się na różnych poziomach i w różnych krajach wspólnoty i obejmowały: Konsultacje społeczne, w tym
- Spotkania w gronie ekspertów naukowych i wysokich urzędników administracji państwowej (40 osób z różnych krajów i instytucji): odczyty, warsztaty
- 5 seminariów z udziałem czołowych twórców polityki
- Zespół składający się z 40 pracowników komisji pracujący ciągle przez 15 miesięcy

oraz analizę dokumentów programowych (ponad 200 pozycji) i analizę porównawcza i historyczna obejmująca badanie paradygmatu, celów, systemu realizacji, relacji polityki spójności”: podejścia terytorialnego, główne sukcesy i porażki obecnej polityki spójności z innymi politykami, aspektów politycznych i organizacyjnych

## Struktura raportu
Oprócz podsumowania, streszczenia i wstępu raport składa się z pięciu rozdziałów.
Rozdział 1	Uzasadnienie i argumentacja wyboru "place based development policy" 
- Analiza historyczna
- Analiza porównawcza modelu europejskiego i amerykańskiego polityki rozwoju
- Opis paradygmatu polityki regionalnej: podejście oparte na obszarach (podejście terytorialne)

Rozdział 2	Czarna skrzynka polityki spójności
- Analiza i porównanie obecnej polityki spójności w kontekście zaproponowanego w pierwszym rozdziale „idealnego modelu polityki spójności”: podejścia terytorialnego
- Główne sukcesy i porażki obecnej polityki spójności

Rozdział 3	Potrzeba gwałtownej zmiany kierunku
Dlaczego UE wciąż potrzebuje polityki regionalnej i dlaczego powinna ona wyglądać tak jak przedstawiono ją w niniejszym raporcie?
Rozdział 4	Koncentracja na kilku Europejskich dobrach publicznych
- Kryteria wyboru głównych celów
- Główne obszary odnoszące się do zwiększania efektywności: innowacje i dostosowanie się do zmiany klimatu
- Główne obszary odnoszące się do przeciwdziałania wykluczeniu społecznego: migracje i dzieci

Rozdział 5	Bardziej strategiczne i skuteczne zarządzanie 
- Zalecenie dotyczące reform oparte na dziesięciu filarach

## Główne założenia
Przedstawione w raporcie podejście terytorialne (obszarowe) traktuje regiony przez pryzmat funkcjonalności, a nie jako twór administracyjny. Opierając politykę spójności na idei podejścia obszarowego należy uznać, że jest to polityka dopasowana do specyficznych potrzeb regionu, a jej główne zasady to: efektywność rozumiana jako przeciwdziałanie niepełnemu wykorzystaniu potencjałów rozwojowych oraz równość rozumiana jako przeciwdziałanie wykluczeniu społecznemu. Jest to jednocześnie polityka skierowana do wszystkich obszarów, ukierunkowana na wspieranie ich endogenicznego potencjału.
Raport Barki potwierdza rolę polityki spójności ale jednocześnie podkreśla konieczność przeprowadzenia reform. Przedstawione w raporcie zalecenie dotyczące reform oparte są na 10 filarach:
1. Innowacyjne skupienie na podstawowych priorytetach oraz zachowawcze dotacje terytorialne
2. Nowe ramy strategiczne UE dla polityki spójności
3. Nowe relacje umowne, wdrażanie i raportowanie
4. Wzmocnione zarządzanie priorytetami kluczowymi
5. Promocja dodatkowego, innowacyjnego i elastycznego wydatkowania
6. Promowanie eksperymentalności i mobilizacja podmiotów lokalnych
7. Promowanie procesu uczenia się: ruch ku ewaluacji przyszłego wpływu
8. Zmiana podejścia i wzmocnienie roli Komisji jako centrum kompetencji
9. Odnoszenie się do zarządzania i kontroli finansowej
10. Wzmocnienie systemu kontroli i równowagi na najwyższym szczeblu politycznym